# Patronatskirche Isterbies

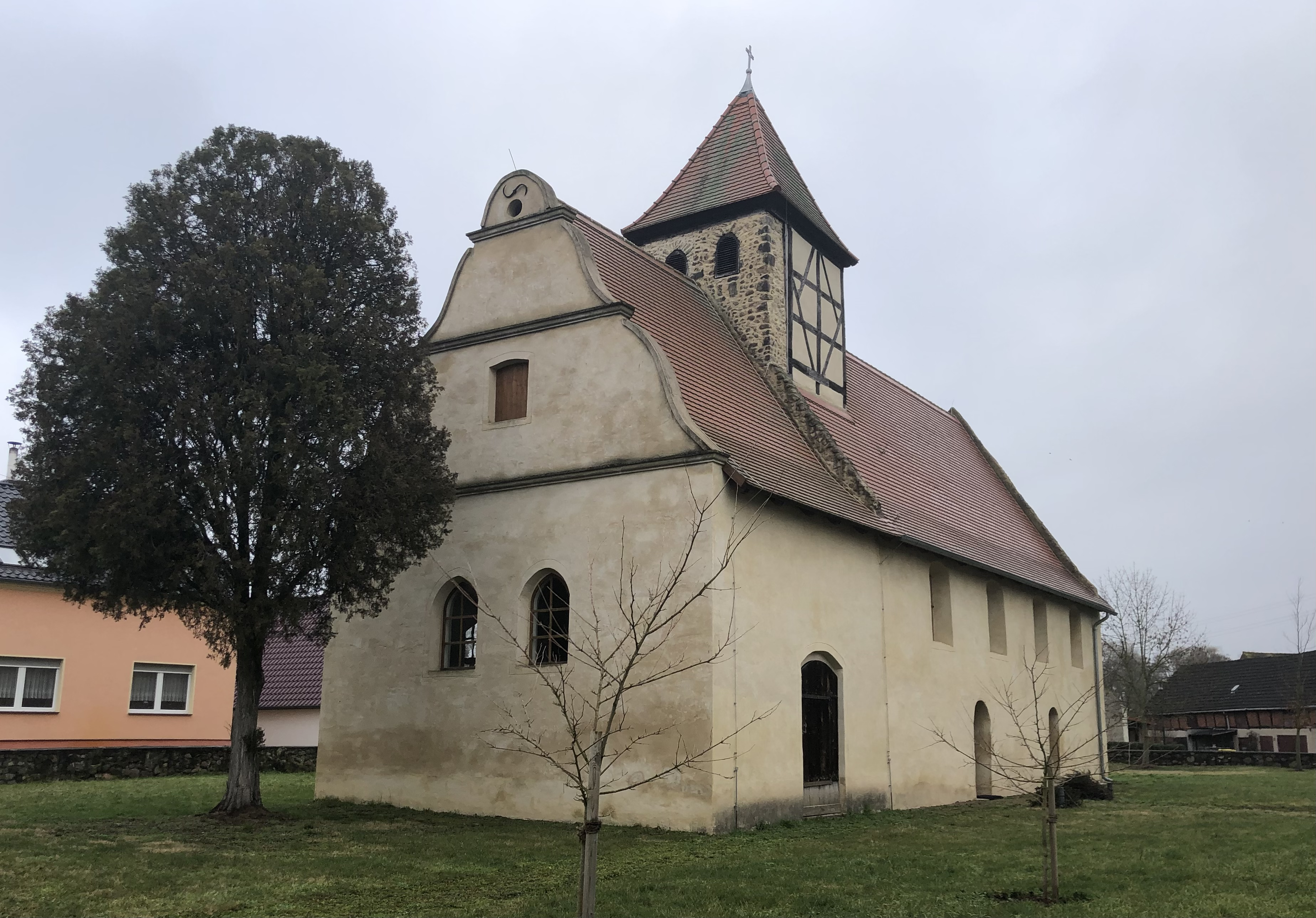
Patronatskirche Isterbies, 2022

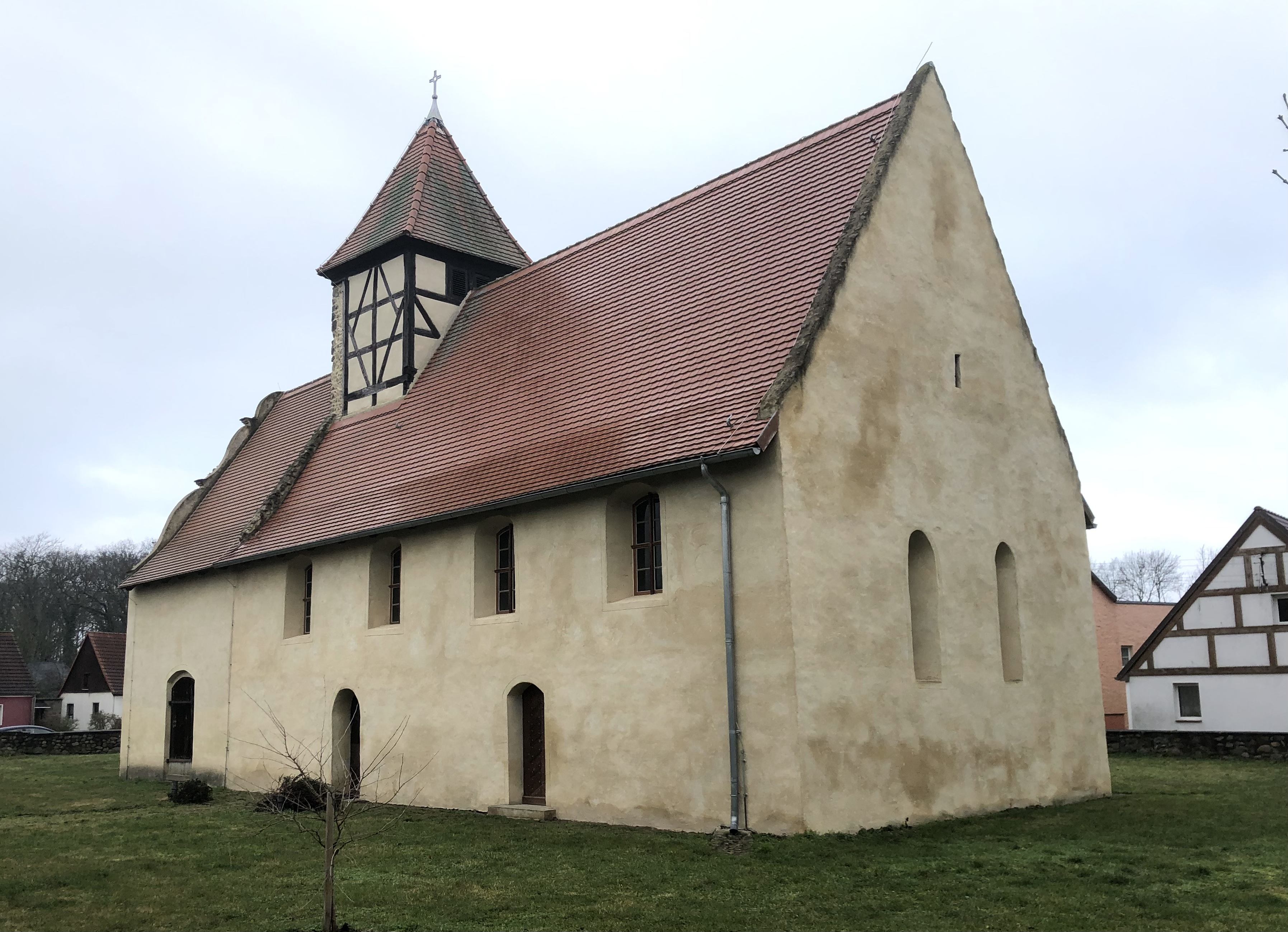
Blick von Südosten

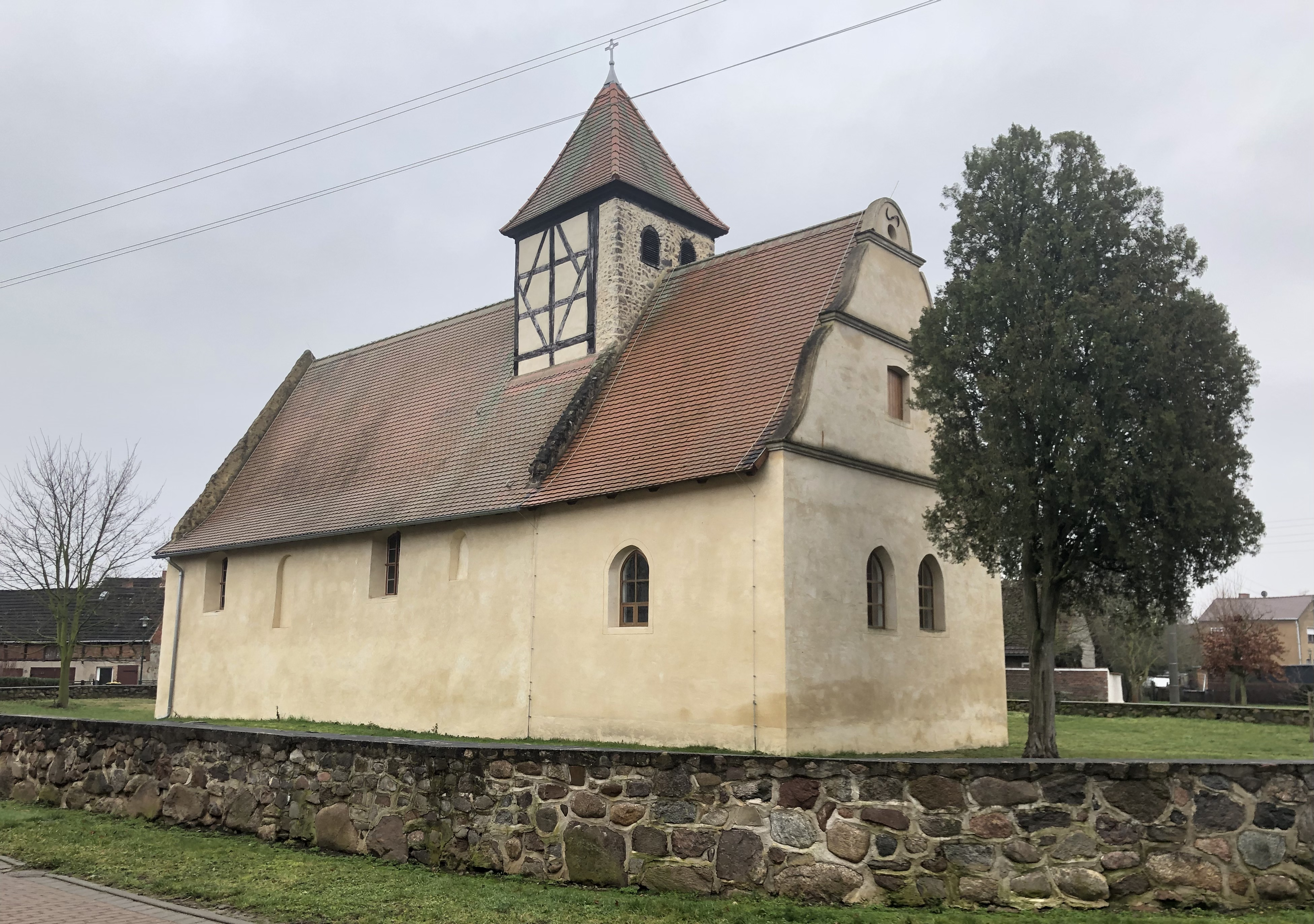
Nordwestseite

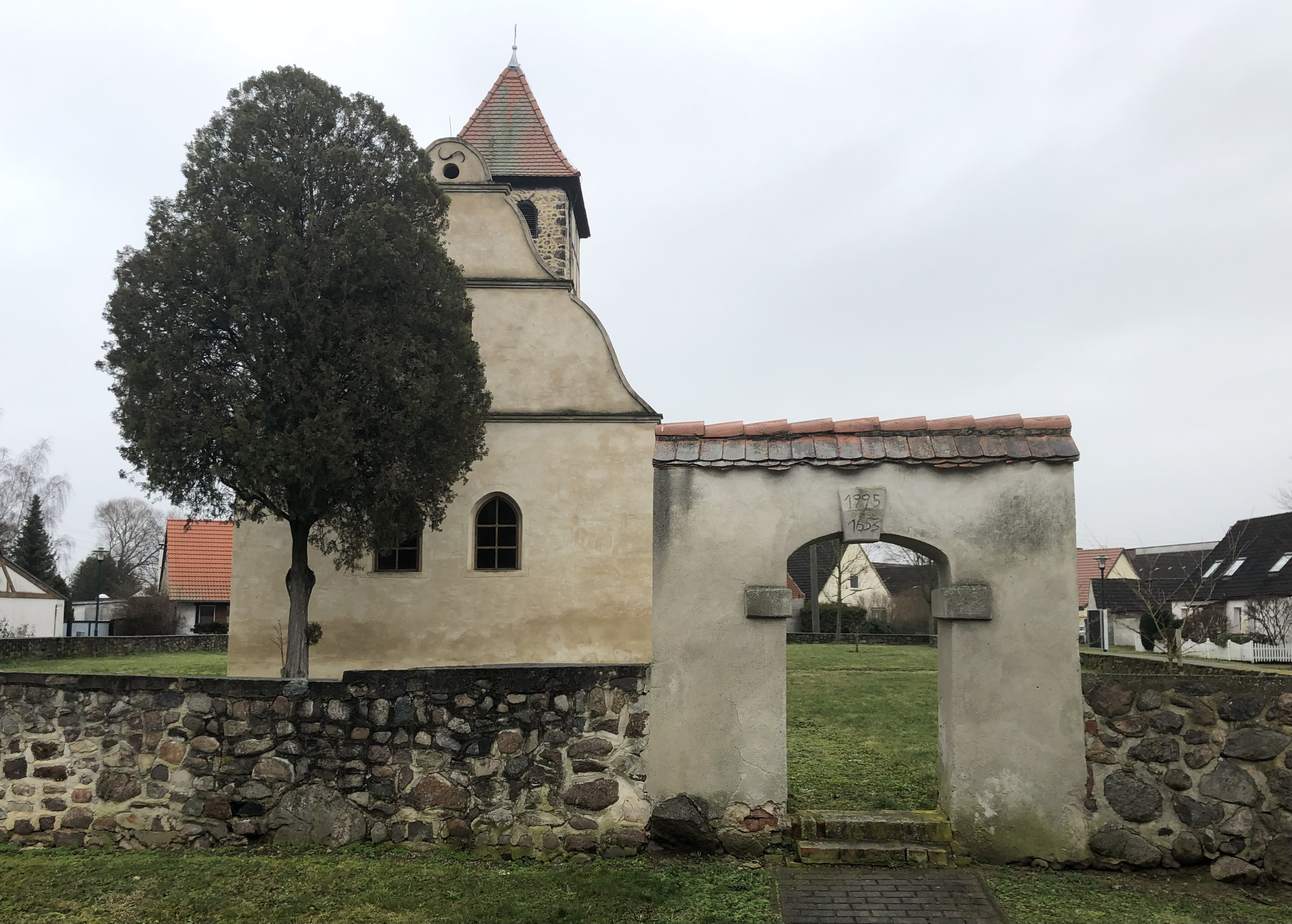
Westseite des Kirchhofs mit Eingangstor

Die Patronatskirche Isterbies ist die denkmalgeschützte evangelische Kirche des zur Gemeinde Möckern gehörenden Dorfes Isterbies in Sachsen-Anhalt. Sie gehört zur Kirchengemeinde Rosian im Pfarrbereich Loburg-Leitzkau des Kirchenkreises Elbe-Fläming der Evangelischen Kirche in Mitteldeutschland.

## Lage
Die Kirche befindet sich im historischen Zentrum des Dorfes in der Ringstraße.

## Architektur und Geschichte
Die Feldsteinkirche wurde auf einem rechteckigen Grundriss errichtet und geht in ihrem Kern auf das Mittelalter zurück. In der östlichen Wand der spätromanischen Kirche befinden sich zwei Bogenfenster, die ursprünglich etwas gespitzt waren. Die südliche Langseite verfügt über zwei Portale. Das westliche ist romanisch. Auf der nördlichen Seite befindet sich ein jedoch vermauertes Fenster aus der Zeit der Spätromanik. Oberhalb des Westgiebels thront ein in Fachwerkbauweise errichteter barocker Dachreiter. In der Zeit des Barocks wurde die Kirche umgestaltet.
Vor den Westgiebel wurde in der Zeit um 1650 eine aus Backsteinen errichtete Gruft gesetzt. Sie wird nach Westen mit einem Volutengiebel abgeschlossen.
Das Kircheninnere wird von einer flachen Decke überspannt. Auf der Westseite besteht eine Empore. Erhalten ist eine bäuerliche Deckenmalerei aus dem Jahr 1731. Sie verfügt in der Mitte über ein von einer Engelsglorie umgebenes Allianzwappen der Eheleute Johann Friedrich von Möllendorff und Charlotte Sophia, geborene von Barby.
An der Nordwand besteht ein zweiteiliger auf zierlichen hölzernen Stützen ruhender Herrschaftsstand. In den Brüstungsfeldern befinden sich 16 Gemälde mit Darstellungen biblischer Personen, die jedoch weitgehend verblasst sind. Der Zugang hierzu erfolgte über eine Treppe von Norden her. Dieses Portal ist jedoch vermauert. Der Westteil ist schlichter gestaltet, der östliche springt etwas vor. Auf der Nordseite bestehen darüber hinaus Reste eines auf das Jahr 1516 datierten spätgotischen geschnitzten Chorgestühls. 
In der Kirche befindet sich ein kleiner Schnitzaltar der in der zweiten Hälfte des 15. Jahrhunderts entstand. In seinem mittleren Teil zeigt er eine Pietà während in den Seitenflügeln Heilige dargestellt werden. Auf der linken Seite oben Georg und unten vermutlich Kunigunde, rechts oben Laurentius und unten Katharina. Darunter in der Predella findet sich ein aus der Mitte des 17. Jahrhunderts stammendes Abendmahlsgemälde. Aufgrund des Altars ist die Kirche der Ausgangspunkt der Straße spätgotischer Flügelaltäre. Ebenfalls sehr alt ist die aus der Zeit um 1580 stammende Kanzel. Sie verfügt am Kanzelkorb über ein die Evangelisten darstellendes vermutlich aus dem 18. Jahrhundert stammendes Gemälde. Darüber hinaus bestehen Ornamente in Form von Diamantquadern. 
Der Taufstein ist als große runde Schale gestaltet und mit einem bunten Palmettenfries verziert. Im Kirchenschiff befindet sich ein in Teilen barockes Kastengestühl sowie ein auf das Jahr 1733 datierter Opferstock. Die südliche Wand des Kirchenschiffs ist mit einem den Thesenanschlag Martin Luthers thematisierenden Gemälde aus dem Jahr 1842 versehen.
In der Mitte des 17. Jahrhunderts und in der Zeit von 1731 bis 1733 erfolgten Renovierungen.
Im örtlichen Denkmalverzeichnis ist die Kirche unter der Erfassungsnummer 107 05044 als Baudenkmal verzeichnet.